# The Tavern Keeper's Daughter
The Tavern Keeper's Daughter é um filme mudo norte-americano de 1908 em curta-metragem, do gênero ação, dirigido por D. W. Griffith.

## Elenco
- George Gebhardt ... Mexicano
- Edward Dillon ... Pai
- Florence Auer ... Mãe
- Marion Leonard ... Filha
- Harry Solter ... Velho
- Marion Sunshine